# William Richardson Linton
William Richardson Linton, né à Diddington, Huntingdonshire le 2 avril 1850 et mort à Ashbourne, Derbyshire le 7 avril 1908, est un prêtre et botaniste anglais.

## Biographie
Étudiant au Corpus Christi College d'Oxford, il y obtint le diplôme de Master of Arts. Il devint vicaire de la paroisse de Shirley, dans le Derbyshire. Le 26 janvier 1887, il épousa Alice Shirley (fille du Révérend Walter Waddington Shirley et de Philippa Frances Emilia Knight Shirley), dont il eut une fille, Viola Marion Linton,.
William Linton est l'auteur d'un ouvrage approfondi sur la flore du Derbyshire, publié en 1903. En 1969, l'ouvrage a été mis à jour par A. R. Clapham et publié par le Derby Museum and Art Gallery.

## Écrits
- Flora of Derbyshire: Flowering Plants, Higher Cryptogams, Mosses and Hepatics, Characeae, Londres, Bemrose & Sons, 1903.